# Mbara (Pitoa)
 (mai 2024).
Si vous disposez d'ouvrages ou d'articles de référence ou si vous connaissez des sites web de qualité traitant du thème abordé ici, merci de compléter l'article en donnant les références utiles à sa vérifiabilité et en les liant à la section « Notes et références ».
Pour les articles homonymes, voir Mbara.
Mbara est un village situé dans la région du Nord au Cameroun au sein du département de la Bénoué, entre le 9° 07' Nord et 13° 88' Est . Il est l’un des 61 villages de la commune de Pitoa.

## Climat
À l'instar de sa commune, Mbara bénéficie d'un climat du type soudano-sahélien, caractérisé par une saison sèche qui dure 6 mois et une saison de pluies allant de mai à octobre avec de grandes irrégularités.

## Ressources naturelles
À l'instar de tous les villages de la commune, Mbara est situé sur une zone de polyculture.

## Populations
Les données issues du Plan Communal de Développement (mai 2015) de la commune de Pitoa font état d’une population de 604 habitants au sein du village de Mbara (soit près de  0,51% de la population de la commune).

## Agriculture
Tous les villages de la commune de Pitoa font face à une baisse de la compétitivité agricole. Pour résoudre ce problème, le Plan Communal de Développement (mai 2015) prévoit entre autres d'appuyer les organisations paysannes du village de Mbara en équipements matériels (2 tricycles, 3 charrettes et 10 charrues).

## Élevage
L’activité d’élevage à Mbara est à l’image de celle de l’agriculture, marquée par une faiblesse de production animale et halieutique.  Afin de redresser cette situation, le Plan Communal de Développement (mai 2015) de la commune envisage entre autres de délimiter et matérialiser 80 ha zones de pâturages dans les localités de Mbara, Babaye, Babanguel.

## Projets sociaux prioritaires
Le Plan Communal de Développement (mai 2015) de la commune de Pitoa a identifié cinq projets primordiaux pour de développement social de Mbara. Le classement de ces projets se présente comme suit :
- Créer les canaux d’évacuation des eaux de pluie
- Créer un forage
- Construire des salles de classe
- Affecter des enseignants
- Délimiter la zone de pâturage

## Projets économiques prioritaires
Sur le plan du développement économique de Mbara, le Plan Communal de Développement (mai 2015) de la commune de Pitoa compte :
- Installer un moulin à céréale
- Doter les cultivateurs en porte-tout tricycle
- Appuyer les producteurs en semences améliorées